# Woodbridge (Virginia)
Woodbridge es un lugar designado por el censo en el  Condado de Prince William, Virginia  (Estados Unidos). Según el censo de 2010 tenía una población de 34.778 habitantes.

## Demografía
Según el censo del 2000, Woodbridge tenía 31.941 habitantes, 10.687 viviendas, y 7.769 familias. La densidad de población era de 1.176,8 habitantes por km².
De las 10.687 viviendas en un 41,5%  vivían niños de menos de 18 años, en un 52,3%  vivían parejas casadas, en un 14,2% mujeres solteras, y en un 27,3% no eran unidades familiares. En el 20,4% de las viviendas  vivían personas solas el 3,9% de las cuales correspondía a personas de 65 años o más que vivían solas. El número medio de personas viviendo en cada vivienda era de 2,96 y el número medio de personas que vivían en cada familia era de 3,4.
Por edades la población se repartía de la siguiente manera: un 30% tenía menos de 18 años, un 10,7% entre 18 y 24, un 35,7% entre 25 y 44, un 17% de 45 a 60 y un 6,7% 65 años o más.
La edad media era de 30 años.  Por cada 100 mujeres de 18 o más años  había 100,2 hombres.
La renta media por vivienda era de 50.525$ y la renta media por familia de 52.362$. Los hombres tenían una renta media de 35.538$ mientras que las mujeres 28.587$. La renta per cápita de la población era de 19.810$. En torno al 4,6% de las familias y el 5,5% de la población estaban por debajo del umbral de pobreza.

## Localidades adyacentes
El siguiente diagrama muestra a las localidades más próximas a Woodbridge.